# Герб Французской Полинезии
Герб Французской Полинезии был принят 23 ноября 1984 года Ассамблеей Французской Полинезии одновременно с флагом, на котором герб расположен в центре. Дизайн соответствует бывшему Таитянскому флагу. На гербе изображено полинезийское каноэ, плывущее под солнцем. Красное каноэ занимает большую часть верха диска, нижняя половина которого представляет узор из синих и белых волн. Верхняя половина диска украшена 10 золотыми лучами, исходящими из центра. Каноэ изображено с экипажем из пяти человек.
Экипаж каноэ представляет собой пять человек, показанных, как пять звёзд, символизирующих пять групп островов: Острова Общества, Тубуаи, Острова Гамбье, Маркизские острова и Туамоту.

## Описание герба
Герб Французской Полинезии начертан в круглом поле и сделан из серебра с полинезийским каноэ красного цвета, вид спереди, его парус такой же, все в коричневом цвете, две фигурки, символизирующие нос, поперечная платформа и пять расположенных выше тики также коричневого цвета; десять широких золотых лучей, распределенных по пять и пять, сопровождают каноэ, стоящее на море пяти рядов лазурных волн.
На белом круге изображено красное каноэ с красными парусами 5 людей чёрного цвета в нём. За ним золотых солнечных лучей в верхней части герба. В нижней части изображено 5 синих волн.

## Обоснование символики
5 людей в каноэ символизируют 5 архипелагов Французской Полинезии. Солнечные лучи присутствуют в качестве источника жизни. Синие волны показывают значимость моря в жизни государства. Море является источником изобилия.